# Filzmoos

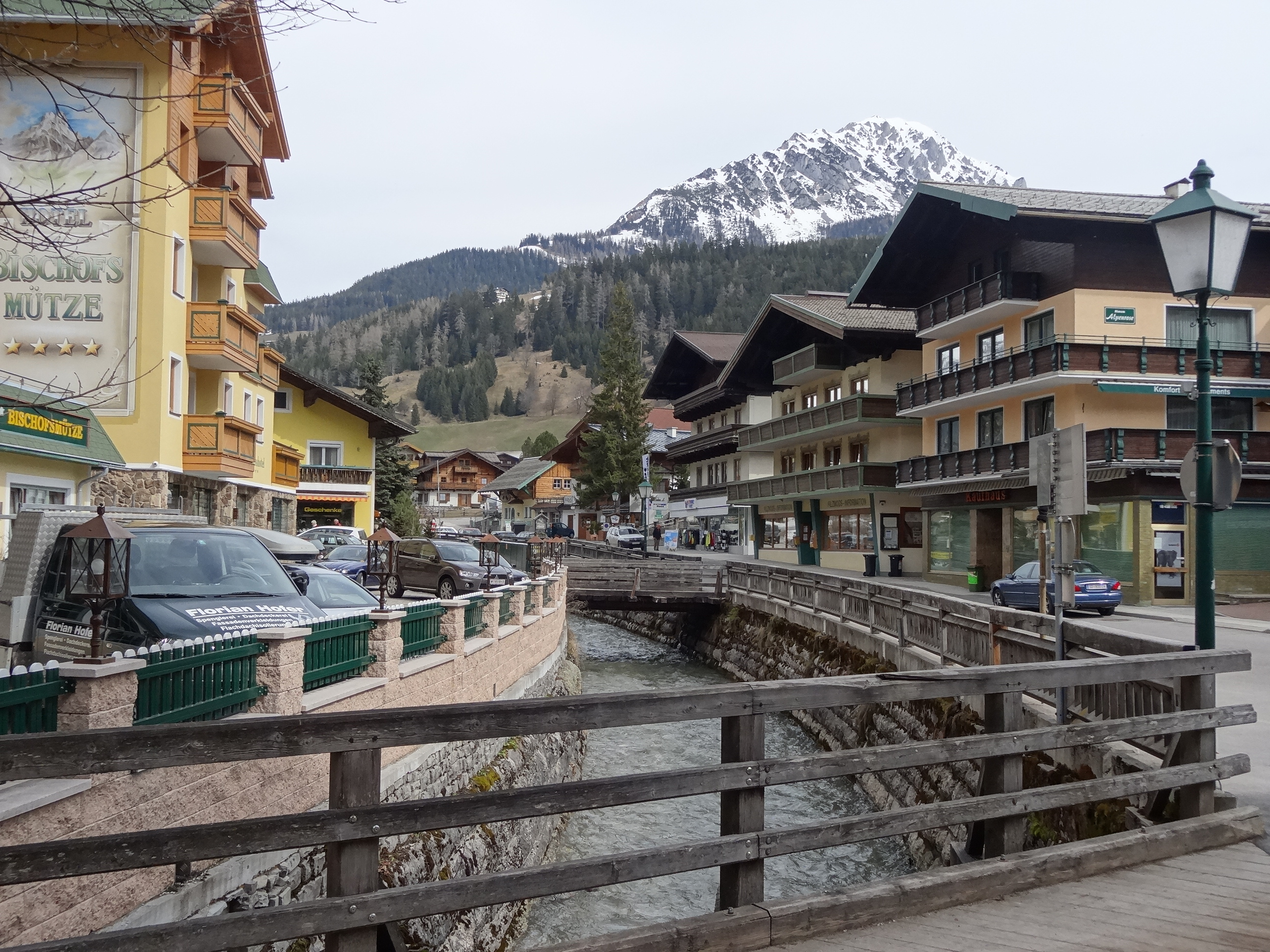
Dorfstraße

Filzmoos es un municipio situado en el distrito de St. Johann im Pongau, en el estado de Salzburgo, Austria. Tiene una población estimada, a inicios de 2024, de 1507 habitantes.
Está ubicada al sur de la ciudad de Salzburgo.
Antiguamente una localidad minera, en la actualidad tiene como principal actividad económica el turismo.